# Iparművészeti Múzeum

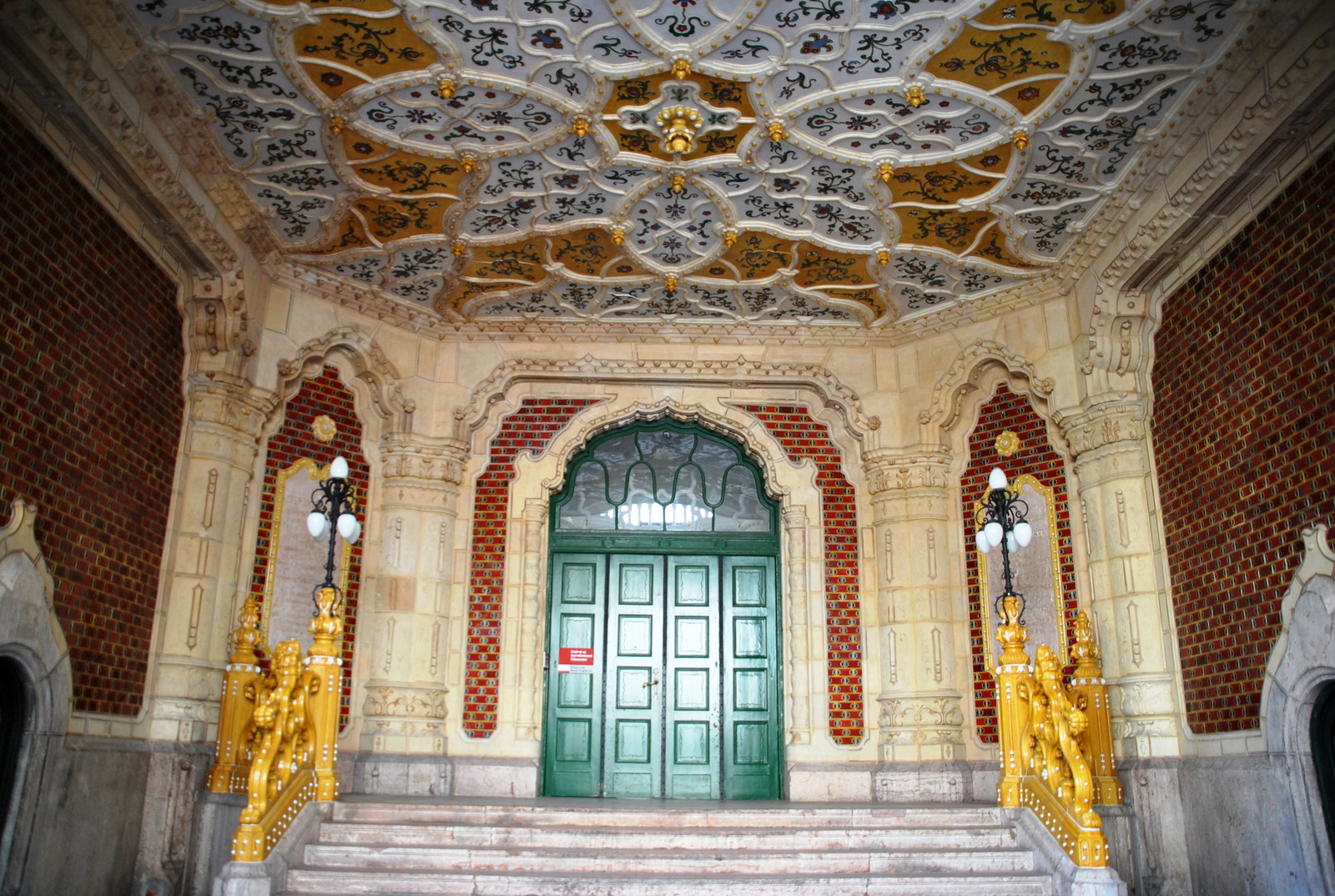
A nyitott előcsarnok

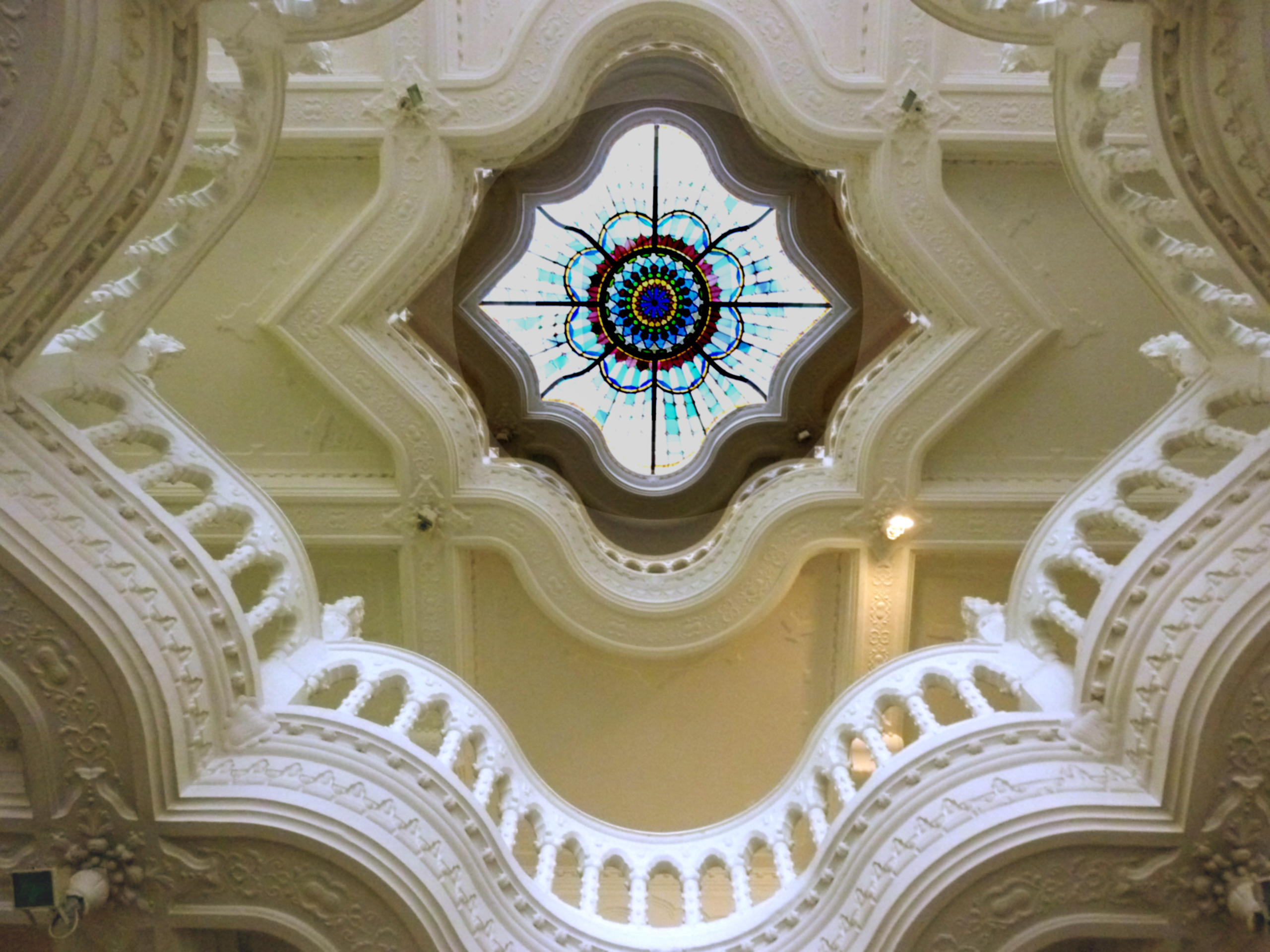
A belső előcsarnok többszintes opeionja (KT)

Az Iparművészeti Múzeum országos múzeum Budapest IX. kerületében, az Üllői út 33–37. szám alatt. Az Iparművészeti Múzeum a magyar és nemzetközi, régi és kortárs iparművészet, illetve design első számú gyűjtőintézménye és bemutatóhelye Magyarországon. Gazdag kollekciója Európában is a legfontosabb ilyen profilú múzeumok közé emeli, egyes gyűjteményrészei, így a szecessziós üveg- és kerámiatárgyak, vagy az iszlám-török szőnyeggyűjtemény, világszínvonalúak. A múzeum őrzi a középkori és kora újkori Magyarországról egyetlenként fennmaradt nemesi kincstárat, az Esterházy családét.
Az Üllői úton álló, Lechner Ödön és Pártos Gyula tervezte (épült 1893 és 1896 között), a magyar szecessziós építészet legszebb példái közé tartozó főépület mellett az Iparművészeti Múzeum kiállítóhelyeként működik a nagytétényi Száraz-Rudnyánszky-kastély, amelyben az intézmény bútorgyűjteményét mutatják be. A korábban ugyancsak az Iparművészetihez tartozó Hopp Ferenc Ázsiai Művészeti Múzeum 2014. március 1-től a Szépművészeti Múzeum tagintézménye. Az Üllői úti épület az alapítástól a mai napig helyet ad az Iparművészeti Iskola egyes intézményi egységeinek, valamint itt működik a Magyar Iparművészet folyóirat szerkesztősége is.
Az Iparművészeti Múzeum az épület rekonstrukciós munkálatai miatt zárva tart, ezért 2017. szeptember 4-től nem látogatható. 2024. július 1-től a Magyar Nemzeti Múzeum Közgyűjteményi Központ tagintézményeként működik.

## Története

### Az alapítástól a századfordulóig
Európában az elsők között alapították 1872-ben a budapesti Magyar Királyi Iparművészeti Múzeumot, a londoni (1857) és bécsi (1864) társintézmények mintájára, Rómer Flóris, illetve Pulszky Ferenc kezdeményezésére. A történeti gyűjtemény magját a Magyar Nemzeti Múzeumból áthelyezett „egyetemes régiségek” jelentették, míg a kortárs gyűjtést világkiállítási vásárlások (1873, Bécs; 1878, Párizs; 1885, Amszterdam; 1889, Párizs) és neves hazai cégek (Herendi Porcelánmanufaktúra, Zsolnay-gyár) ajándékai alapozták meg.

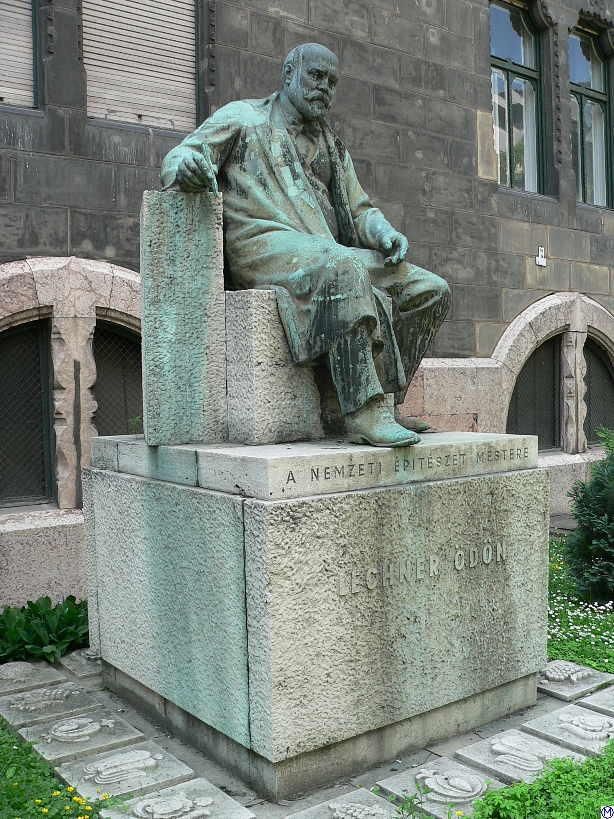
Lechner Ödön szobra a múzeum előtt

A gyűjteményt 1877-ig a Nemzeti Múzeumban őrizték, majd a Képzőművészeti Társulat Andrássy úti Régi Műcsarnokában kapott helyet. A fokozatosan gyarapodó gyűjtemény rövidesen önálló épületet igényelt. Az Iparművészeti Múzeum és az Iparművészeti Tanoda tervezésére a kormány 1890-ben írt ki pályázatot. Az első díjat a Lechner Ödön és Pártos Gyula által benyújtott, „Keletre magyar!” jeligéjű tervsorozat kapta, a tervezési megbízáshoz azonban hosszas vitákat követően, 1893-ban jutottak csak hozzá. Még ez év őszén megindult a kivitelezés, amelyben magyar és külföldi vállalatok is szerepet kaptak: a vasmunkákat például a Chubb and Sons és Jungfer Gyula szállította, az aula üvegezését a Forgó és Társa készítette, míg a melegvíz-szolgáltatás magyar–angol koprodukcióban készült. A palota felavatására 1896. október 25-én, I. Ferenc József jelenlétében került sor, a millenniumi ünnepségsorozat záróeseményeként. A nagyközönség számára az épület csak egy év múlva nyitott meg, a belsőépítészeti munkák befejezését követően.
Az intézmény korai fénykora, a gyűjtemény európai rangjának kialakulása a kontinens hasonló rendezvényein otthonosan mozgó Ráth György főigazgatónak, valamint korábbi munkatársaként utódjának, Radisics Jenőnek köszönhető. Az 1889-es és az 1900-as párizsi világkiállításokon Radisics jelentős kollekciót vásárolt a magyar állam számára, amely a párját ritkító szecessziós gyűjteményi egység alapját képezi. Ebben az időszakban vált a múzeum a magyar és kortárs nemzetközi iparművészet elsőrangú kiállítóhelyévé; az 1898-ban rendezett, A modern művészet című kiállításon például olyan nemzetközi rangú alkotók állítottak ki, mint Toulouse-Lautrec, Alfons Mucha, Walter Crane, Émile Gallé vagy Louis Comfort Tiffany.

### A múzeum a 20. században
Az első világháborút követően a múzeum gyűjtési köre leszűkült, majd intézményi önállóságát is elveszítette: 1934–1948 között az 1922-ben létrehozott Országos Magyar Gyűjteményegyetem részeként, a Magyar Nemzeti Múzeum Iparművészeti Táraként működött. A Múzeumbarátok Egyesületének köszönhetően azonban ebben az időszakban is fontos tárgyakkal, együttesekkel gyarapodott a múzeum.
A második világháborúban az épület komoly károkat szenvedett: elpusztult az aula mennyezete és padlója, belövés érte a Hőgyész utcai kupolát és a nyitott előcsarnokot is. A sérülések nagy részét 1949-re helyreállították, de nem feltétlenül eredeti formában. Az 1956-os forradalom idején ugyancsak belövések érték az épületet.
Az 1940-es évek végétől a gyűjtemény újból komoly gyarapodásnak indult: a Veszélyeztetett Magángyűjtemények Miniszteri Bizottsága segítségével a gazdátlanul maradt vagy államosított nemesi magánkollekciók tárgyait emelték be a közgyűjteménybe. Jelentős darabok kerültek így leltározásra a gróf Zichy- és a gróf Vigyázó-gyűjteményből, hagyatékként Fettick Ottó, valamint Wartha Vince kollekciója, illetve ekkor került az intézmény hatáskörébe a Ráth György Múzeum is.
1954-ben az Iparművészeti Iskola egy része elköltözött, ekkor a korábban egységes könyvtárat is kettéválasztották. Ezt 1957-1962 között nagyobb helyreállítás követte Kismarty-Lechner Lóránd vezetésével.

### A 21. században

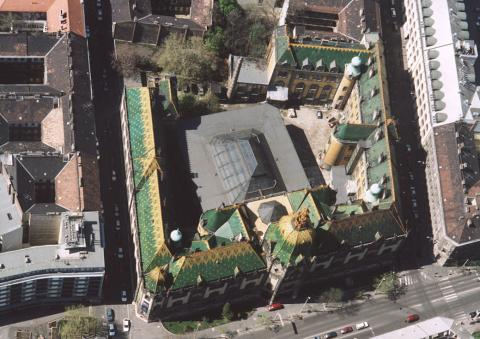
Légi felvétel

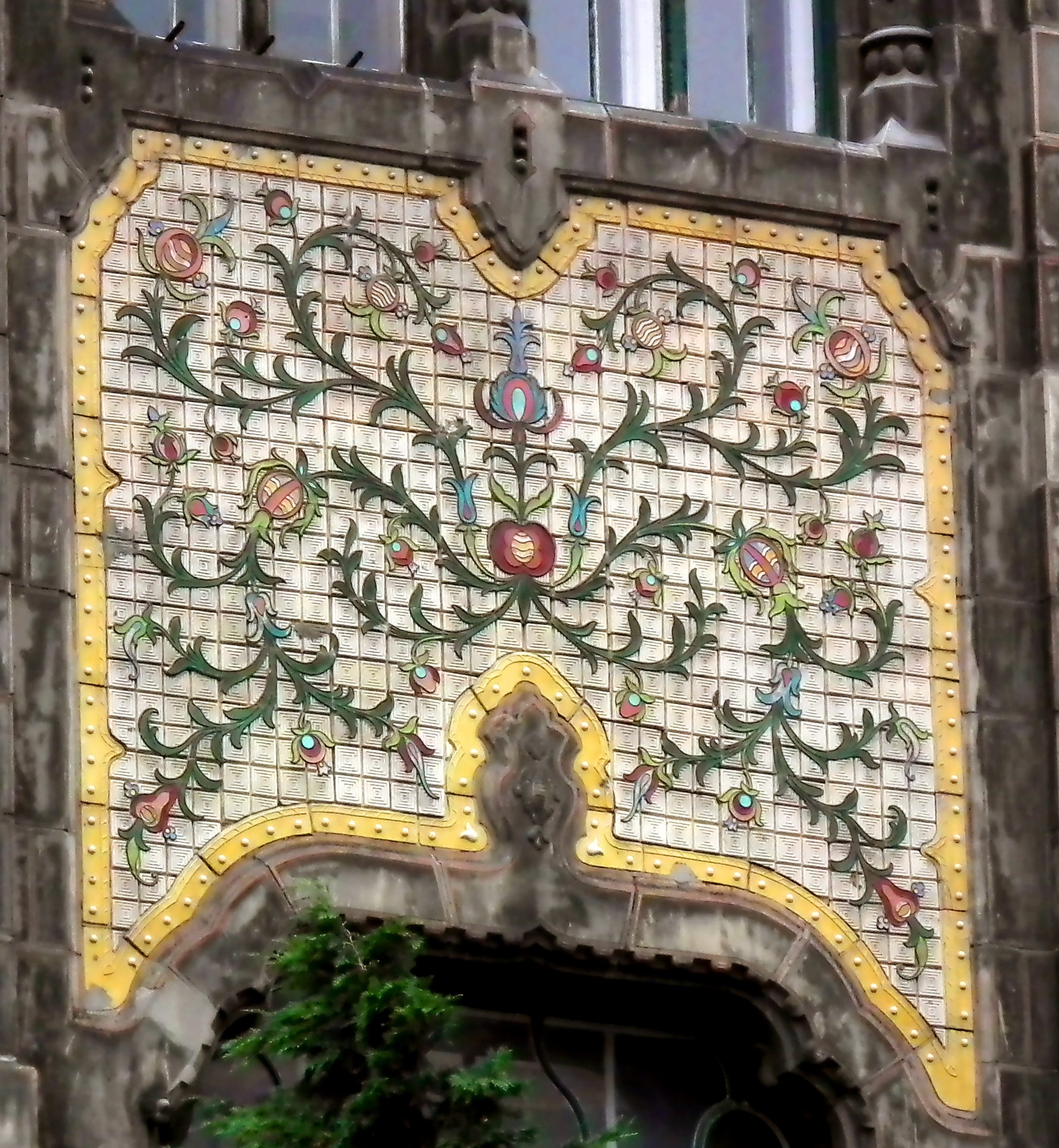
Homlokzati részlet

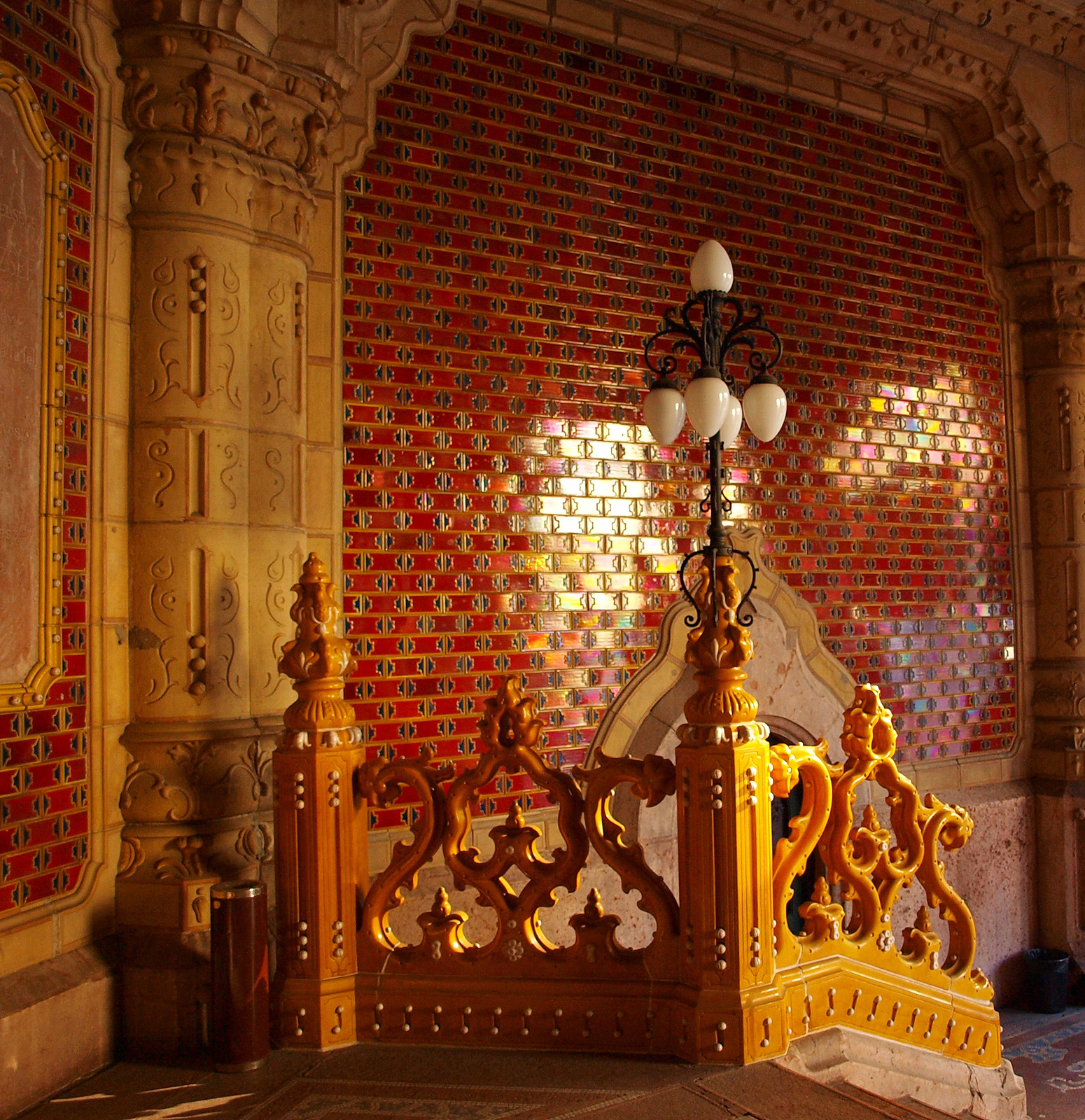
Az előcsarnok részlete

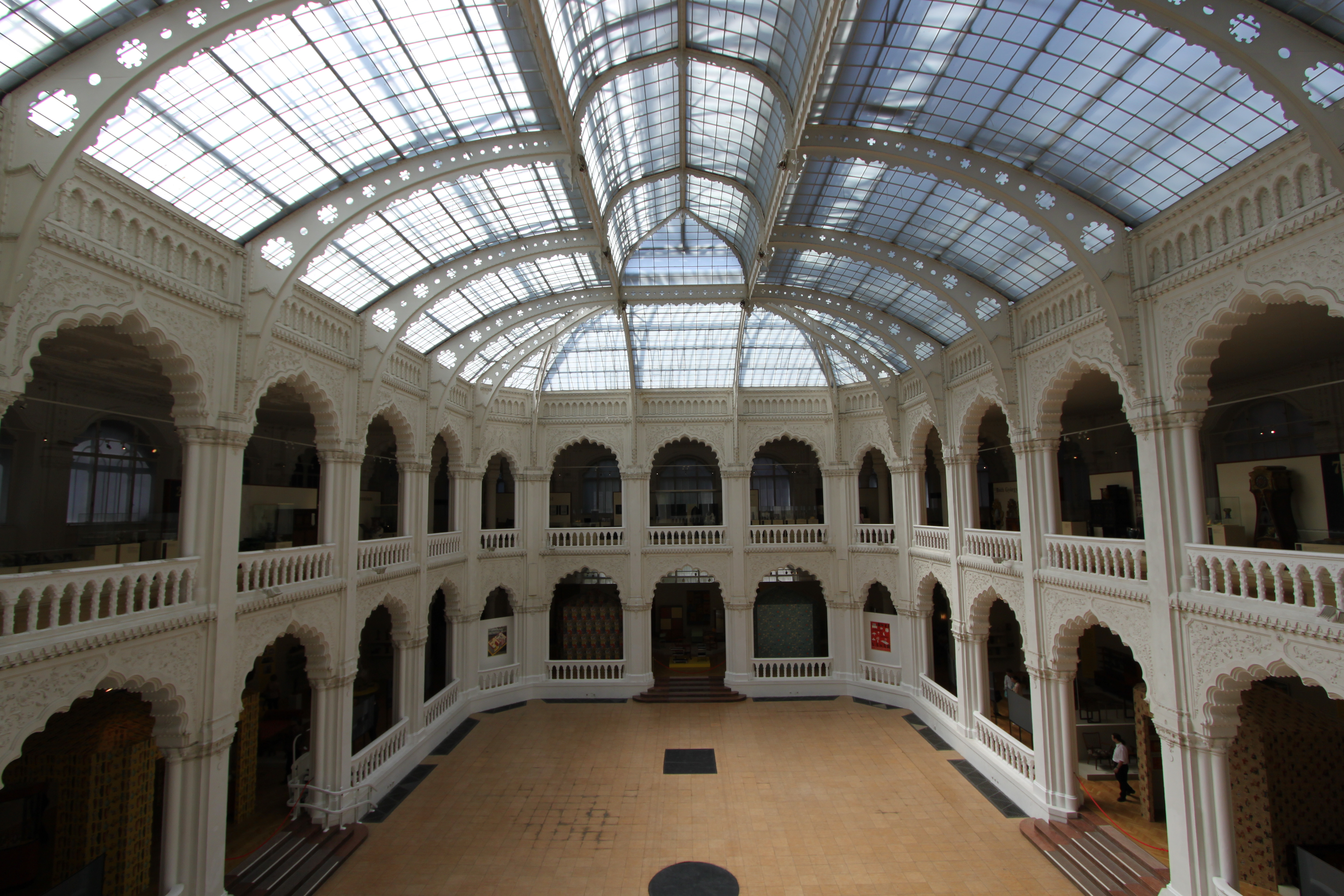
A nagy kiállítócsarnok

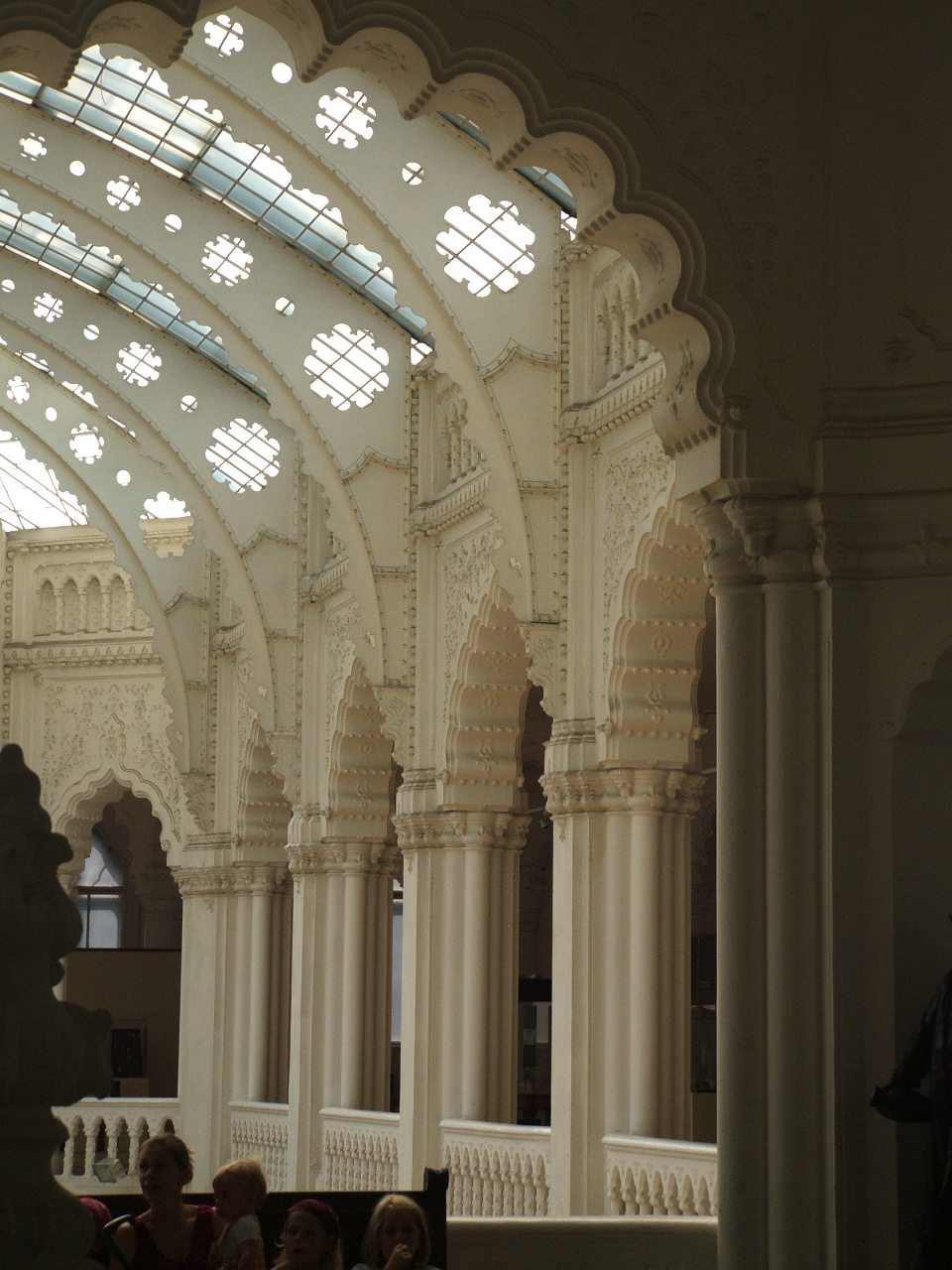
A csarnok szerkezetének részlete

Az intézmény alapításának 135. évfordulójára, 2006-ban nyílt meg az újrarendezett állandó kiállítás, Gyűjtők és kincsek címmel, amely a hagyományoktól eltérően nem iparművészeti technológiák vagy kategóriák szerint, hanem történeti jelleggel, időrendben mutatja be a gyűjtemény legfontosabb 400 darabját és gyarapítóit.
Az Iparművészeti épülete a 20. század végére igen rossz állapotba került; a kupola lanternája életveszélyessé vált, ezért azt 2011-ben leemelték. Csak a nyitott előcsarnok restaurálását sikerült elvégezni 2010-ben. A felújításra, valamint a 20. századi designra fókuszáló gyűjteménynek szánt új épületszárny megtervezésére 2012 májusában nemzetközi tervpályázatot írt ki az intézmény. Ezt a budapesti Lukács és Vikár Építész Stúdió Kft. nyerte meg.
2014 elején nyilvánosságra került, hogy a Hopp Ferenc Ázsiai Művészeti Múzeum az Iparművészeti fennhatósága alól a Szépművészeti Múzeumhoz kerül, illetve bejelentették a kormány azon szándékát, miszerint a múzeumban levő Esterházy-kincstár műtárgyait a jövőben a fertődi Esterházy-kastélyban állítják ki. Az intézmény főigazgatója, Takács Imre ezt követően a múzeumot ért veszteségekre hivatkozva lemondott. Az intézmény vezetésére májusban főigazgatói pályázatot írtak ki, az azonban eredménytelenül zárult; a kormány ezt követően miniszteri biztosként a Szépművészeti Múzeum főigazgatóját, Baán Lászlót bízta meg az intézmény irányításával. 2014. november 10-től az Iparművészeti Múzeumot megbízott főigazgatóként Cselovszki Zoltán vezeti.
A múzeum felújítás miatt 2017 szeptember 3-án bezárt. Az egyévesre tervezett kiköltözés után a munkákat három évig tartónak számították, és a visszaköltözésre is egy évet szántak. A felújítás mellett egy új szárny (dizájn és a kortárs iparművészet) és egy mélygarázs is épül. A kiállítóterek alapterülete 3000 m²-ről 10 000 m²-re nő meg. A tervek szerint 1,35 milliárd forintba kerülő kiköltözés költsége 2020 őszén már elérte a 2,55 milliárdot, amelyet előre nem látható körülmények mellett a Hopp Ferenc Gyűjtemény elszállítása is drágított (Museum Complex Kft.). A 2017-ben elkészült terveket is át kellett dolgozni (Vikár és Lukács Építész Stúdió, 1,57+0,7 milliárd). 2021 őszén, amikorra a visszaköltözés kezdetét tervezték, a felújítások még el sem kezdődtek, a szállítási költségek elérték a 4,86 milliárd forintot. Augusztusban a felújítási munkák elvégzését a Fejér-B.Á.L. Zrt. (Mészáros Lőrinc cége) és a Swietelsky Kft. nyerte el nyílt pályázaton 40,2 milliárdért. A felújítás megkezdésétől immár öt évet terveznek a munkálatok befejezéséig (a beköltözés hosszára egyelőre nincs más becslés), így az újranyitás legkorábban 2027 őszén várható.

## Az intézmény vezetői
- 1872–1878: „Százas Vegyes Bizottság”, Keleti Károly elnökletével
- 1878–1881: Pulszky Károly
- 1881–1896: Ráth György
- 1896–1917: Radisics Jenő
- 1902–1932: Csányi Károly
- 1917–1934: Végh Gyula
- 1934–1937: Layer Károly
- 1937–1939: Höllrigl József
- 1939–1945: Kőszeghy Elemér
- 1945–1946: Mihalik Sándor[16]
- 1946–1948: Voit Pál
- 1949–1950: Ék Sándor
- 1950–1961: Dobrovits Aladár
- 1961–1970: Weiner Mihályné
- 1970–1975: Radocsay Dénes
- 1975–1985: Miklós Pál
- 1985–1992: Rózsa Gyula
- 1992–2000: Lovag Zsuzsa
- 2001–2006: Simon Károly
- 2006–2007: Takács Imre
- 2008–2010: Renner Zsuzsanna[17]
- 2010–2014: Takács Imre (másodszor)[18]
- 2014: Baán László (miniszteri biztosként)[19]
- 2014– : Cselovszki Zoltán (megbízott főigazgató)[20]

## Az épület
|  | „„A magyar népművészeti motívumok és a hindu építészeti elemek ötvözésével Lechner a sajátosan magyar nemzeti építészet első lépéseit kívánta megtenni. Az eredmény olyan épület, amely az új európai stílus, az art nouveau keletkezésével egy időben jött létre, és sajátosságai révén minden kortárs építészeti irányzat alkotásaitól alapvetően különbözik. Lechner építészete ugyanakkor szervesen kötődik a technológiai forradalomhoz, amely a modern építészetet készítette elő.”” |
|  | – Gerle János, 1999 |

### A tervpályázat
Az Iparművészeti Múzeum építésére 1890 novemberében nyilvános pályázatot írtak ki szűk, 1891. május 15-ös terv-beadási határidővel. A terveket Ráth György, Radisics Jenő, Keleti Gusztáv, Várdai Szilárd, Pulszky Ferenc, Ney Béla, Pecz Samu, Rauscher Lajos, Schulek Frigyes, Steindl Imre, Ybl Miklós, Lotz Károly, és Stróbl Alajos bírálta el. A határidőre végül 12 titkos, jeligével ellátott pályamű érkezett be. Mivel a neveket csak a díjazott tervek esetében hozták nyilvánosságra, ezért nem ismert mind a 12 terv készítőjének a neve.
- fődíjat kapott (egyébként érdekes módon utolsóként beérkezett): Lechner Ödön és Pártos Gyula („Keletre magyar”) – mivel kivitelezésre ezt sem találtak alkalmasnak, 1500 koronával jutalmazták – végül ők kapták a kiviteli megbízást is, de előbb némileg átdolgoztatták velük a terveket[24]
- 2. díjat kapott (1200 korona): Tandor Ottó („Artibus”)
- 3. díjat kapott (1000 korona): Schickedanz Albert és Freund Vilmos („Per artem ad astra”)
- megvásárolták 500 koronáért:
  - Quittner Zsigmond („Észak” A–B)
  - Hauszmann Alajos („IM”)
- dicséretben részesült:
  - „Δ” I–II. (vörös körben fekete háromszög) jeligés terv
  - „Kultúránk érdekében” terv

Egyéb tervek:
- „Venezia” jeligés terv
- „Programszerű” jeligés terv
- „Sirius” jeligés terv
- „Museum” jeligés terv
- „Excelsior” jeligés terv – készítőjének kilétét sikerült megfejteni az 1990-es években egy addig lezárt boríték felbontása kapcsán: Schőn Frigyes[25]

A terveket a Művészi Ipar és az Építő Ipar folyóiratok ismertették, majd hat héten keresztül bárki megtekinthette őket a Műcsarnokban. A tervek egy része idővel különböző múzeumokba került, egy részük el is veszett.

### Lechner terve
Az Iparművészeti Múzeum és Iskola pályázatának kihirdetése előtt utazott Lechner Ödön barátjával, Zsolnay Vilmossal Londonba, hogy a Victoria and Albert Museum keleti kerámiáit tanulmányozza. Lechner ekkor már régóta foglalkozott egy önálló nemzeti stílus létrehozásának ideájával; e folyamatnak első komoly eredménye lesz a megvalósuló épület. Egyben ez az első olyan múzeum Európában, amely teljesen elvonatkoztat az antik építészeti elemek használatától; a műfajra ekkoriban még általánosan jellemző ez. Az Iparművészeti Múzeumban Lechner a francia reneszánsz kastélyok helyreállításának szerzett tapasztalatait, a magyar népművészet, valamint a keleti kultúrák tanulmányozása során kiforrott egyedi díszítőrendszert ötvözte. Emellett az épület technológiailag is kora legmagasabb szintjét képviseli: az elsők között jelenik meg homlokzati burkolatként meghatározó mennyiségben a kerámia, a belső aula fémszerkezetes lefedése pedig ugyancsak a kor legszebb európai példái között említhető.

### Alaprajz, felépítés, tömeg
A szabálytalan, trapéz formájú telekre két belső udvart közrefogó, négyszintes épületet terveztek, amelynek Üllői úti főhomlokzatát középre helyezett, kiemelt torony uralja. Ez alatt található a sajátos hangulatú nyitott előcsarnok, illetve a múzeum főbejárata. Belépve tágas előcsarnokot találunk; innen közelíthető meg a két lépcsőház, valamint az üvegtetővel fedett, kétszintes galériával körülvett aula (eredetileg a fő kiállítási helyszín). Emellett mindkét mellékutcára is nyílik egy-egy bejárat; az egyik szárnyban raktárak és irodák, a másikban a könyvtár és az iskola helyiségei találhatóak. A tornyot, valamint a Ferenc körút felé néző sarokrizalitot keleties vonalú kupola emeli ki, előbbinél lanternával (ez eredetileg kilátóként funkcionált; 2011-ben leemelték az épületről). Az épület alapterülete 25 ezer négyzetméter. A tervezett teljes beépítés nem készült el; a telek délnyugati sarka üresen maradt.

### Homlokzat
Az épület szinte teljes homlokzatát többféle technológiával készült, Zsolnay-féle kerámiával burkolták; ebből az anyagból készült a tetőfedés is. Az uralkodó színek a sárga és a zöld. A tervező figyelme a homlokzat minden részletére kiterjedt. A falsíkokat a magyar népművészet ihletésében készült, színes motívumok uralják, a hullámvonalas záródású ablakokat a középtorony első emeletén nagyméretű rózsaablak egészíti ki. A nyitott előcsarnok az épület legkülönlegesebb terei közé tartozik: az oldalfalakat is vöröses, eozinmázas téglákkal burkolták, a sárga korlátok és mennyezeti burkolat pedig barlangszerű, organikus hatást kelt.
A kupola körül négy allegorikus figura áll – Oppenheimer Ignác alkotásai –, akik az iparművészet négy ágát jelképezik. Az egyik alak női torzót tart a kezében (díszítő szobrászat), a mellette lévő kancsót (kerámia), a harmadik szoborserleget (ötvösség), az utolsó pedig egy orsót, amely a textilművészetet szimbolizálja.

### Belső
Az előcsarnok mennyezetét minden szinten hullámos vonalú opeion töri át, amely fölött üvegezett kupola díszeleg. A látványos, keleties kialakítású falak mögött szegecselt acélszerkezet rejlik; ez a technológiai innováció csak az aula mennyezeténél válik láthatóvá. Az eredeti, színes üvegmennyezet megsemmisült. Az épületbelsőt Reissmann Károly Miksa díszítette színes, ornamentikus festéssel, ezt azonban 1920 végén lemeszelték; csak a főbejárat mögötti szélfogóban és két teremben látható egy kis részlete.

## Gyűjtemények
Az Iparművészeti Múzeum gyűjteményei Magyarországon páratlanul széles áttekintést kínálnak az iparművészet történetéről, technikai és stiláris fejlődéséről. A műtárgyakat öt gyűjteményi főosztály őrzi, emellett az Adattár segíti a muzeológusok és a kutatók munkáját.
- Bútorgyűjtemény: a négyezer darabot őrző főosztály a középkortól a jelenkorig terjedő bútorművesség emlékei mellett kisebb háztartási kiegészítőket, fából készült tárgyakat is tartalmaz. A gyűjtemény java a Nagytétényi Kastélymúzeum állandó kiállításán tekinthető meg, amely az európai bútorművesség történetét mutatja be a 15. század közepétől a 19. század második feléig.
- Kerámia- és Üveggyűjtemény: a 23 ezer tételes kollekció fajansz-, porcelán- és üveg-alegységekre tagolódik. A fajanszgyűjtemény itáliai, halicsi és magyar munkákat őriz. A porcelángyűjtemény a hazai gyártás teljes körű bemutatása (különös tekintettel a Zsolnay-gyárra) mellett a műfaj európai történetét is szinte teljességében képes érzékelteti. Az üveggyűjtemény nemzetközileg is első rangú része a historizáló és szecessziós kollekció.
- Kisgyűjtemények: az igen változatos főosztály része a könyvművészeti gyűjtemény, az ex libris-gyűjtemény, a szerves anyagból készült tárgyak, viseletek és kiegészítők, a legyezők, a miniatűrök és az elefántcsont-tárgyak. Az ex libris-gyűjtemény közel 70 ezres darabszámával világszinten is a nagyobbak közé tartozik. A könyvművészeti gyűjtemény része a Batthyány család körmendi kastélyának két és félezres könyvtára.
- Ötvösgyűjtemény: a főosztály 11 ezer műtárgya közül kiemelkedő csoport képviselnek a 16-17. századi német, a 19. századi magyar, valamint a századfordulós nemzetközi tárgyak. Az Esterházy-kincstár jelentős alkotásai is ide tartoznak.
- Textil- és viseletgyűjtemény: a 17 ezer tételes főosztályon 4–5. századi kopt textilek éppúgy megtalálhatóak, mint népi textilek vagy kortárs öltözékek. A gyűjtemény legnagyobb számú egysége az európai selyem történeti kollekciója, a legismertebb azonban az oszmán-török szőnyeggyűjtemény, amely a világ legjelentősebbjei közé tartozik. A csipke- és kárpitkollekció mellett fontosak még a magyar főúri viselet történetét reprezentáló, részben az Esterházy-kincstár részeként fennmaradt darabok.

### Különleges gyűjteményi egységek, tárgyegyüttesek
- Esterházy-kincstár: az Esterházy család évszázadokon keresztül gyűjtött, ötvöstárgyakból, fegyverekből és textilmunkákból álló gyűjteményét 1918-ig a család fraknói várában őrizték. Ekkor a budai Tárnok utcában álló Esterházy-palotában helyezték el. Az 1919-es Tanácsköztársaság idején lefoglalták és az Iparművészeti Múzeumban helyezték el; bár az erre vonatkozó rendelet később érvényét veszítette, a család letéti szerződést kötött a múzeummal. A tárgyakat itt őrizték 1944 teléig, amikor azokat ismét a budai családi palotába szállították. Ezt azonban bombatalálat érte; a súlyosan megsérült, részben elpusztult gyűjteményt csak 1948–1949-ben sikerült kiásni Gerevich László vezetésével. Ekkor kezdődhetett meg a tárgyak helyreállítása, rekonstruálása, amely máig folyamatos.[29][30]
- Templomi berendezések: az Iparművészeti Múzeum kezdte meg a reneszánsz és barokk kori templom berendezések gyűjtését Magyarországon. A sólyi református templomból származó, 1724-ben készült karzatot és a maksai református templom 1766-os famennyezetét nem sokkal az Üllői úti épület elkészültét követően, állandó jelleggel beépítették a múzeum egyik termébe, ahol ma is megtalálhatóak. Ugyancsak a múzeumba került a töki református templom 1740-ben készült kazettás mennyezete.[31]
- A sümegi püspöki könyvtárszoba: a Padányi Biró Márton által építtetett sümegi nyaralópalota 1755 körül készült barokk könyvtárberendezését Hornig Károly püspök adományozta a múzeumnak, ahol állandó jelleggel, egy sarokszobába építették be.[32]
- Damaszkusz-szoba: az 1885-ös amszterdami világkiállításon vásárolta meg a múzeum egy Damaszkuszban készült, 1802–1803-ból való fogadószoba teljes faburkolatát. (Nem szerepel kiállításon.)
- A Bigot-pavilon: Alexandre Bigot francia épületkerámia-gyáros mintakollekcióját az 1900-as párizsi világkiállításon vásárolta meg Radisics Jenő. A több száz darabból álló tárgyegyüttes a francia szecessziós építészet formavilágába kínál betekintést.[33]

## Kiállítások

### Állandó kiállítások
- Gyűjtők és kincsek (2006-tól)

### Időszaki kiállítások[34]
- Breuer újra itthon – Nagyszabású kiállítás a nemzetközi hírű magyar sztárépítész munkásságáról (2016)
- Színekre hangolva- Zöld – kék – piros: e három szín köré szerveződik a kiállítás (2016)
- Magyar Formatervezési Díj és Design Management Díj 2015 (2015)
- HOME SWEET HOME – A 12. Design Hét Budapest nyitókiállítása (2015)
- Tektonika és Dekoráció (2015)
- TAPAS: – Spanyol gasztro-design (2015)
- Az ősi Kína kincsei – Élet az ázsiai birodalom központjaiban (2015)
- Magyar Formatervezési Díj 2014
- Merészebb, mint a festészet – A modern magyar kereskedelmi plakát 1924-1942 (2014)
- Moholy-Nagy László és Kozma Lajos Ösztöndíjasok (2014)
- Textil+ – A 4. Textilművészeti Triennálé anyagából válogatott kiállítás (2013)
- Maestri – Az olasz design mesterei (2013)
- A szecesszió mesterei az Iparművészeti Múzeum gyűjteményében (2013)
- A Bigot-pavilon (2013)
- Cérnába szőtt évszázad – 110 éves a Halasi Csipke (2012)
- Magyar Formatervezési Díj 2012
- Művészet mindenkinek – A Victoria & Albert Museum, a világ első iparművészeti múzeuma (2012)
- Art deco és modernizmus – Lakásművészet Magyarországon, 1920–1940 (2012)
- Magyar Formatervezési Díj 2011
- Két korszak határán – Perzsa művészet a Qádzsár-korban (1796-1925) 2011
- Főúri öltözetek az Esterházy-kincstárból 2010
- A Moholy-Nagy László és a Kozma Lajos Ösztöndíjasok 2010. évi beszámoló kiállítása 2010
- Megvalósult művek 2010.
- Mercedes-Benz Design – Az alkotás művészete 2010
- Álomjárók Indiában – Sass Brunner Erzsébet és Brunner Erzsébet festészete 2010
- 3. Textilművészeti Triennálé anyagából válogatott kiállítás 2010
- Országos Középiskolai Rajz és vizuális kultúra Tanulmányi Verseny alkotásaiból rendezett kiállítás 2010
- Portfolio Points 2010
- Tükörben a világ 2010
- Út a sikerhez 2010
- Ékszerdoboz Dániából – kortárs dán ékszerkiállítás 2010
- A természet arcai – finn design 2009
- Kőszálon termett sajgó liliom” – A magyar szecesszió bútortervezői 2009
- Fordulatos játékok – Rejtvények Szentiványi Tibor gyűjteményéből 2009
- Folytatni a teremtést – magyar élő építészet
- WA, a mindennapok harmóniája – kortárs japán design 2009
- Haydn és az idő 2009
- Értékmentő szenvedély. Műtárgyak magyar magángyűjteményekből 2008. január 22. – április 20.
- Habán mítosz
- A fajansz hazája, Faenza
- Változatok egy könyvkötésre
- AZ ÚJ HÁZ – Kozma Lajos modern villái
- Bútorművészet a gótikától a biedermeierig
- 19. századi japán lakkművészet
- Keleti műgyűjtés Magyarországon
- „Élet-Kép-Regény” Péreli Zsuzsa életmű-kiállítása (2008. május 21. – 2008. szeptember 14.)
- Beatrix hozománya – itáliai majolikaművesség Mátyás udvarában
- Medici-kárpitok – Puttók játékai (2008. március 26. – 2008. december 31.)
- Esterházy-kincsek. Öt évszázad műalkotásai a herceg Esterházyak kincstárából – 15–19. század (2006. december 13. – 2008. december 31.)
- Oszmán-török szőnyegek az Iparművészeti Múzeum gyűjteményéből – In memoriam Batári Ferenc (1934–2005) (2007)
- 111 ÉV 111 KÉP (Lépcsőházban, 2007. október 25-től)
- CRAFT & DESIGN – „Irányok, utak a kortárs magyar iparművészetben” (2008. november 18. – 2009. január 11.)

Az időszaki kiállítások mellett egy-egy tárlóban helyet kapnak magángyűjtők tárlatai is az első emeleten.

## A múzeum gyűjteményéből

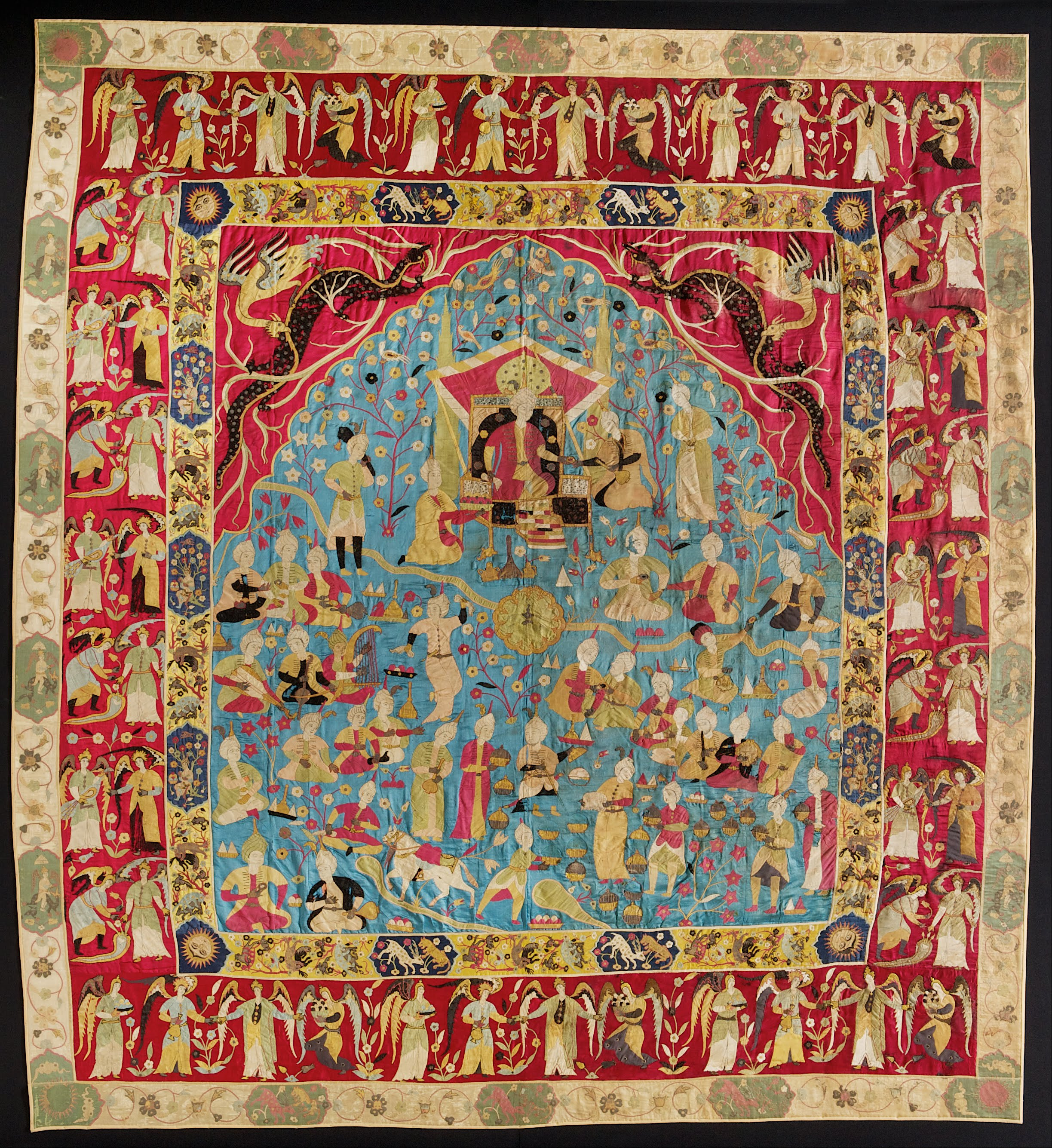
Perzsa faliszőnyeg az Esterházy-kincstárból, 16. sz.
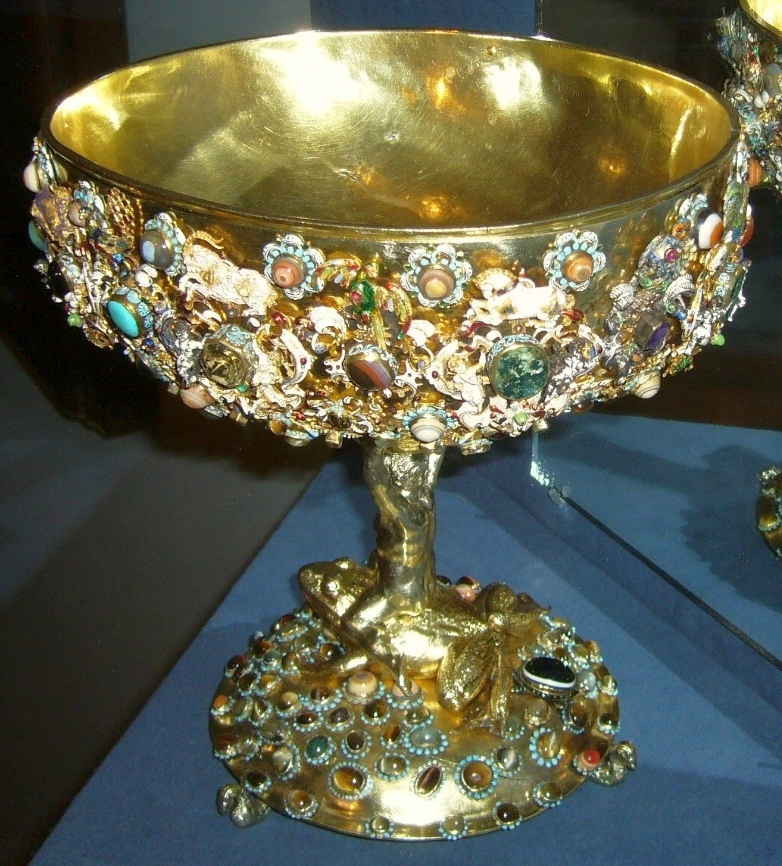
Jan Vermeyen: kupa (1600 és 1640 körül)
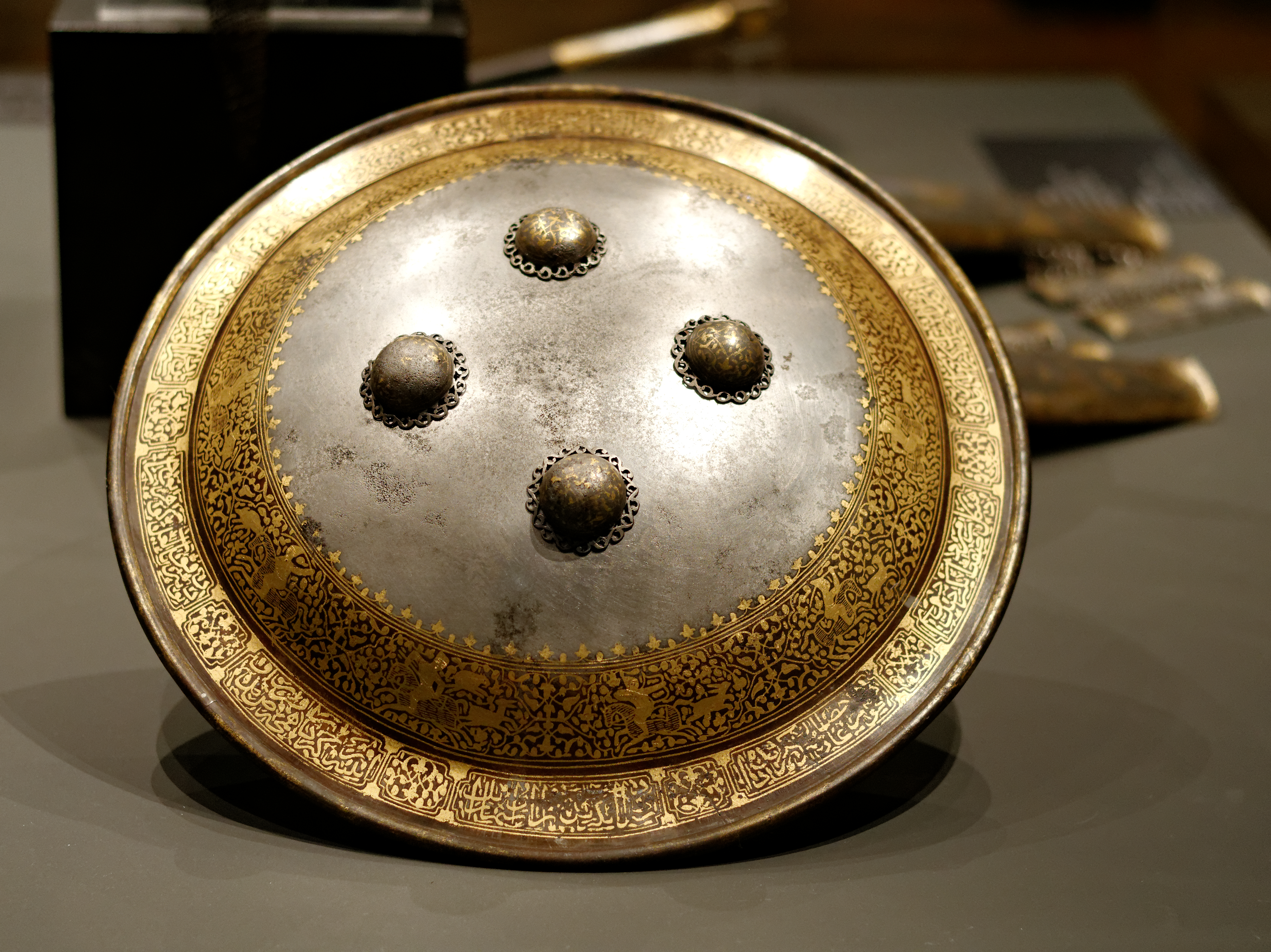
Pajzs, Irán, Qádzsár-kor (1796-1925)
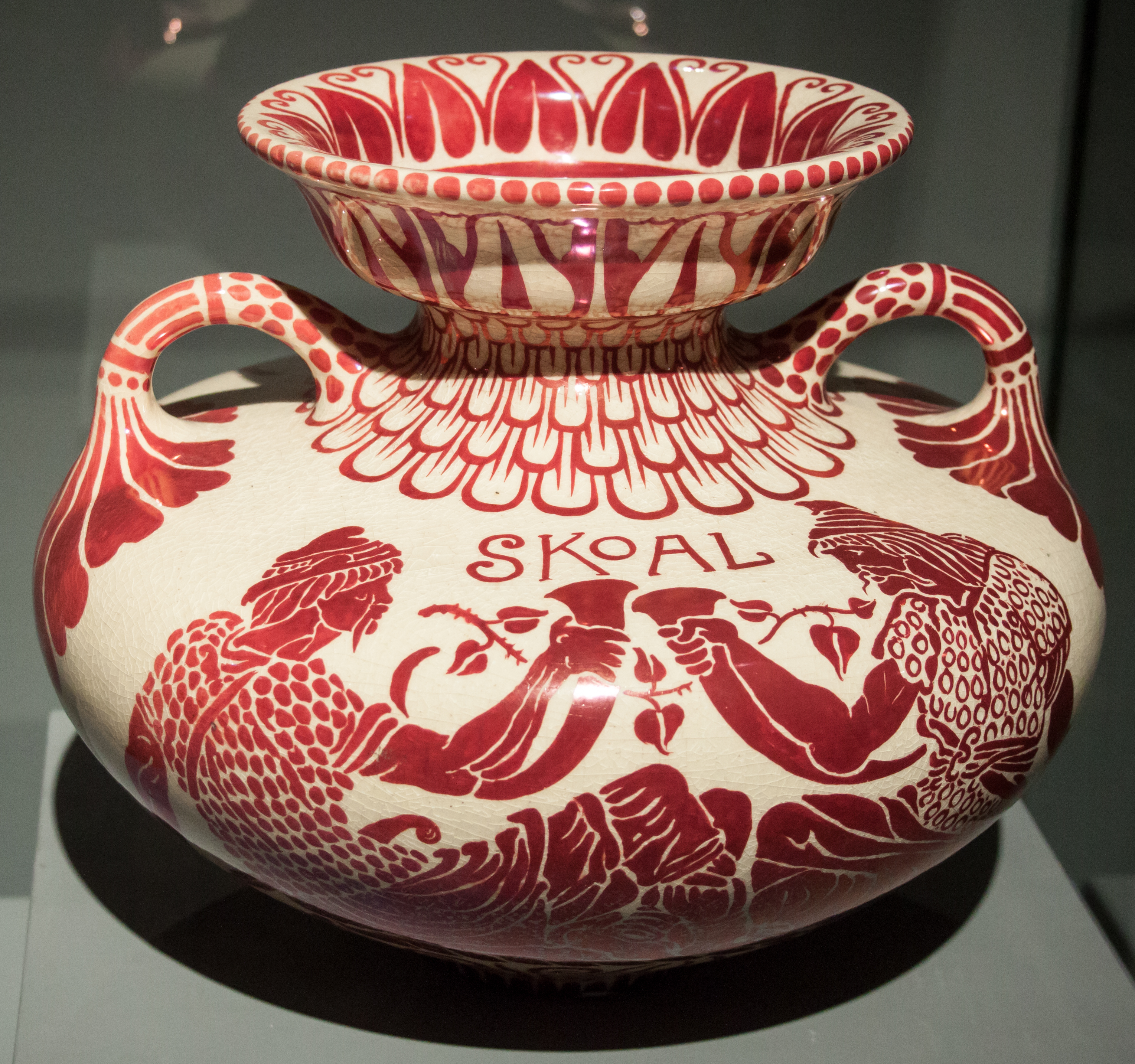
Walter Crane: kancsó, 1885 k.
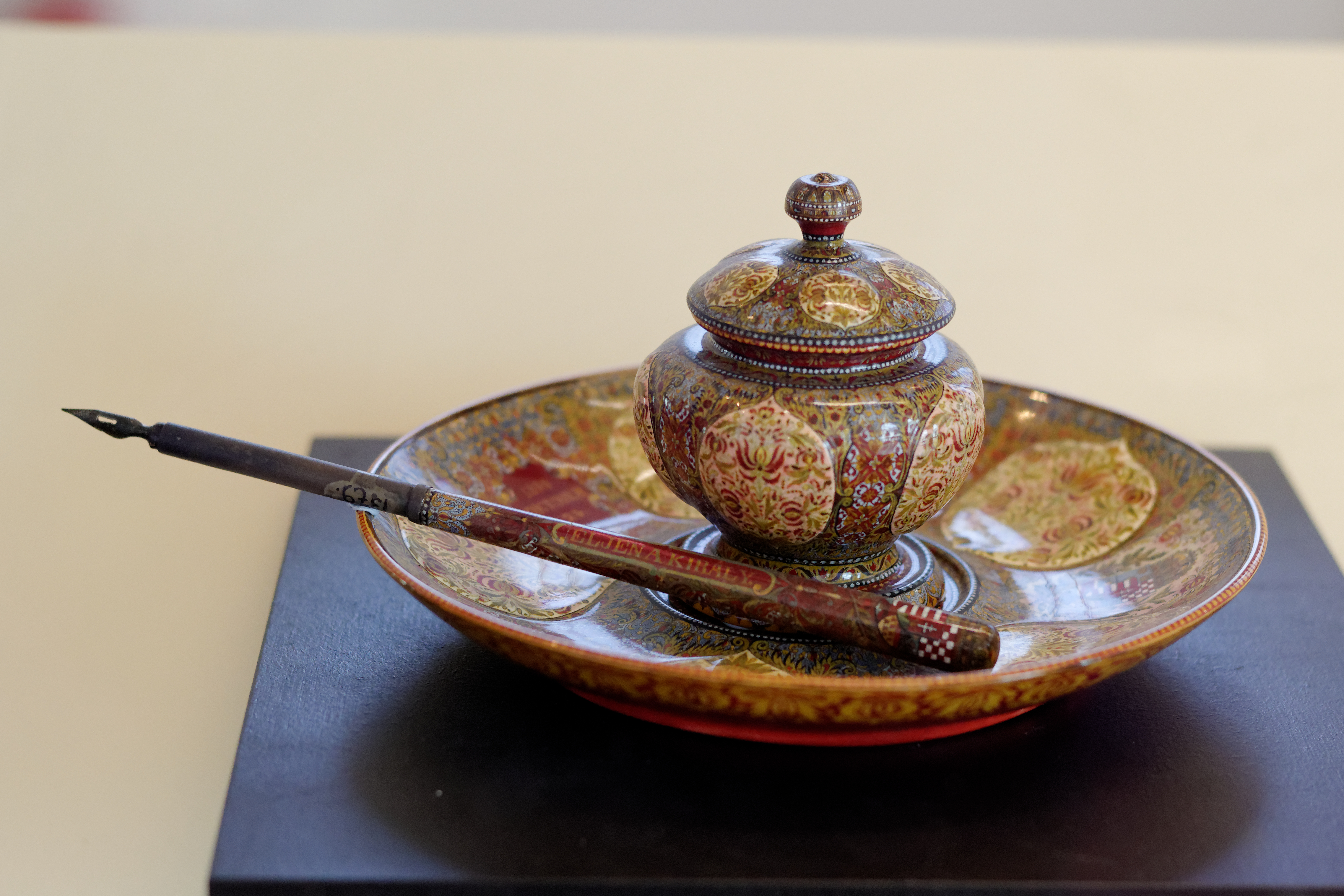
Zsolnay-írókészlet, 1895-1896
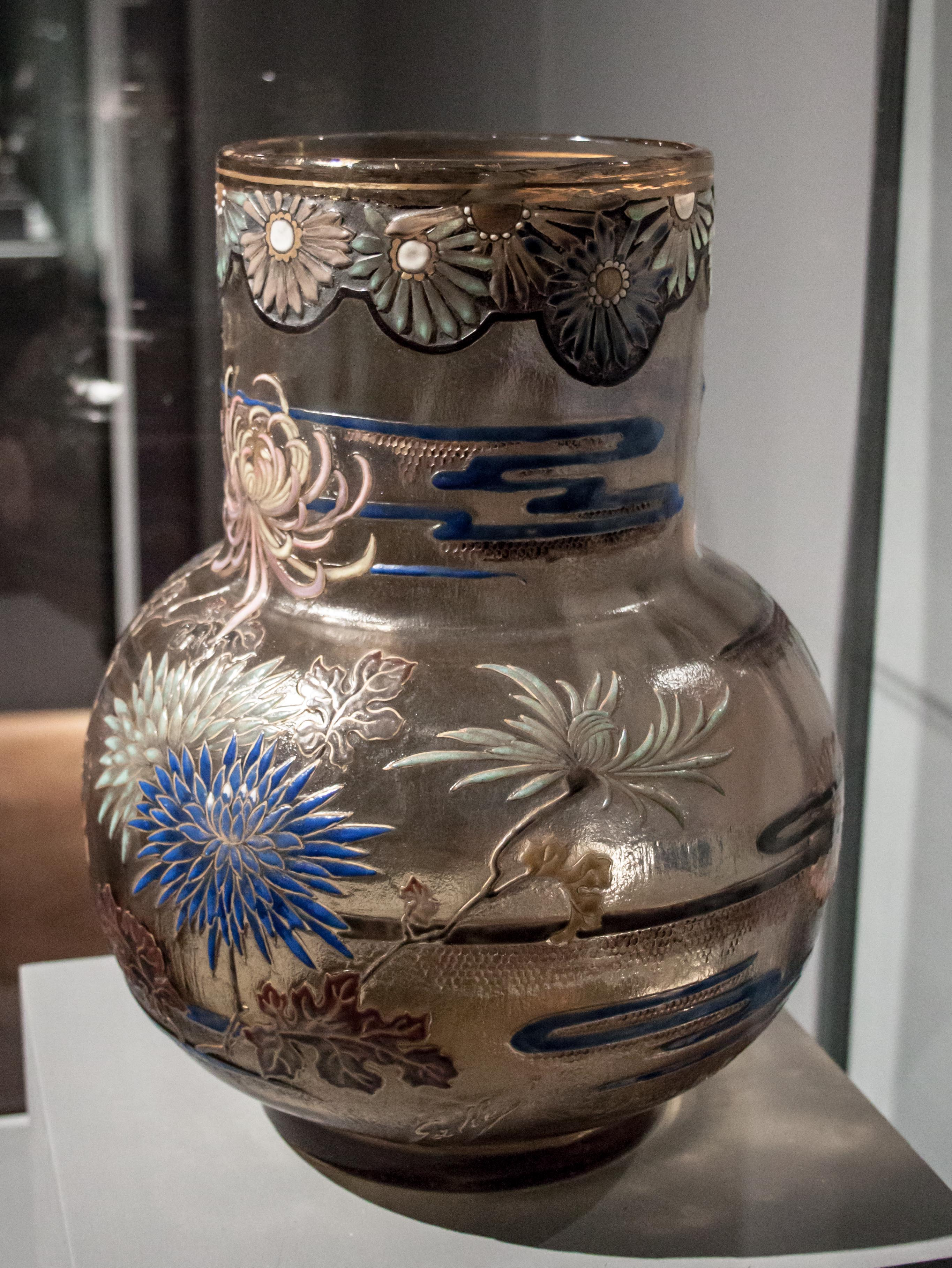
Émile Gallé: váza, 1896 k.
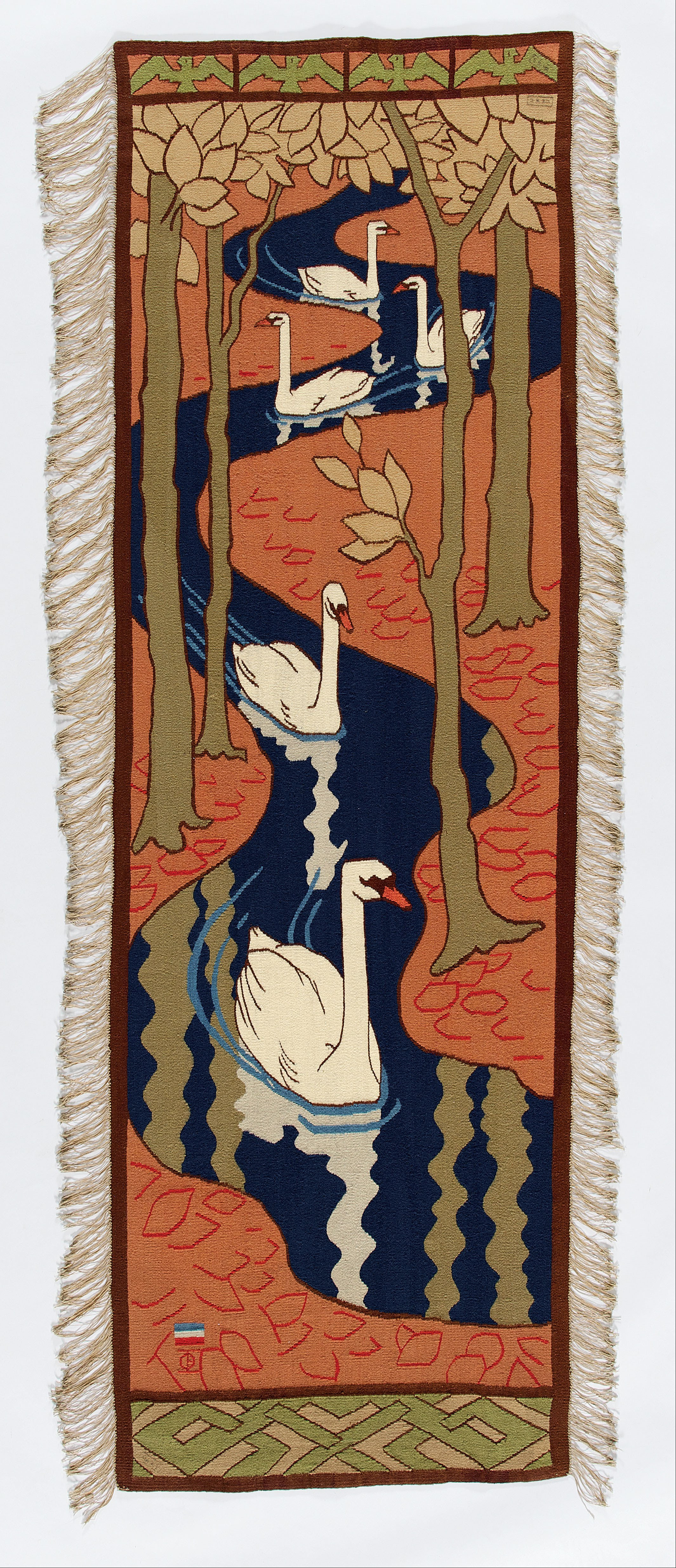
Otto Eckmann: Öt hattyú, faliszőnyeg, 1897
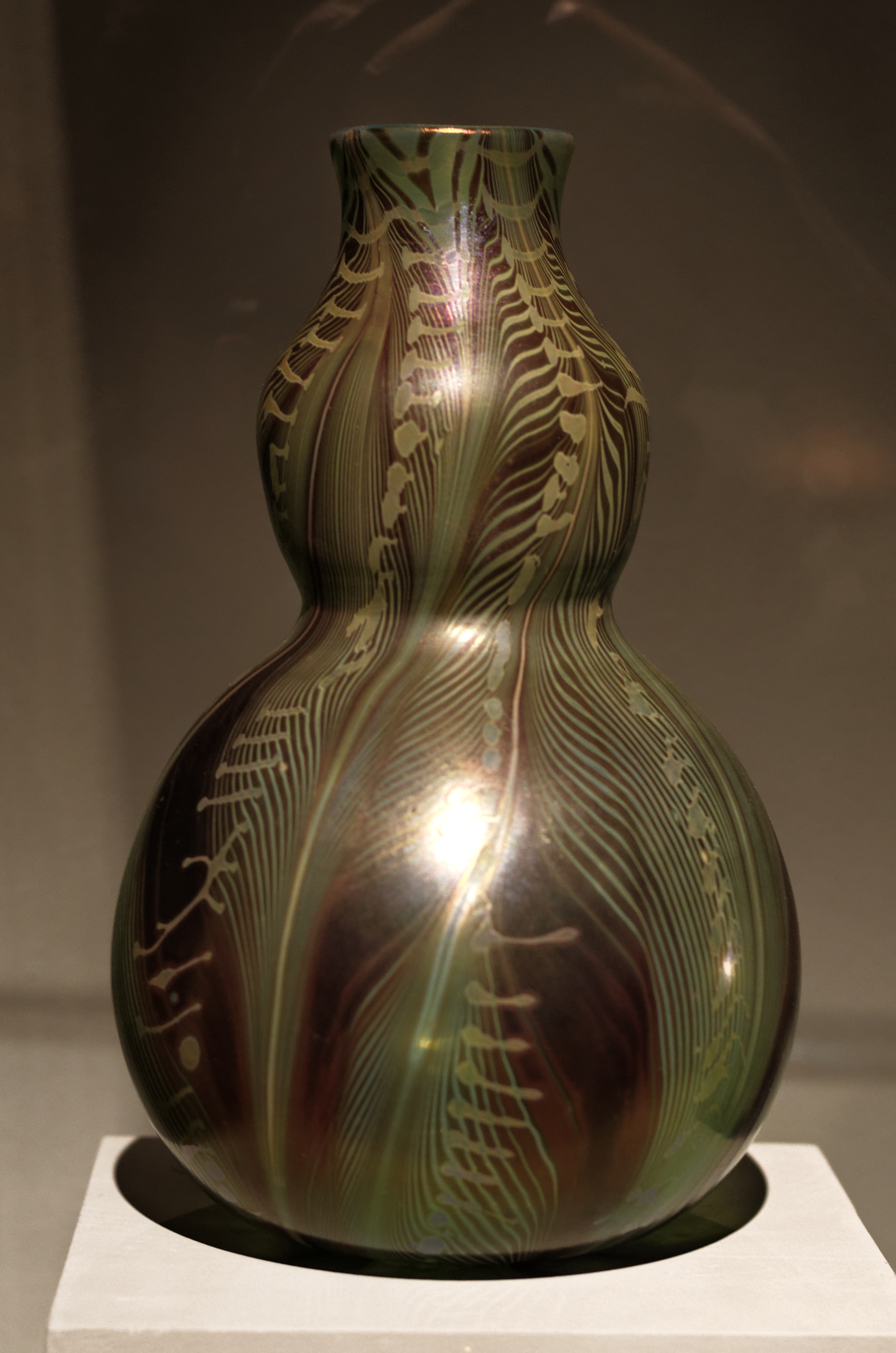
Louis Comfort Tiffany: váza, 1898 előtt
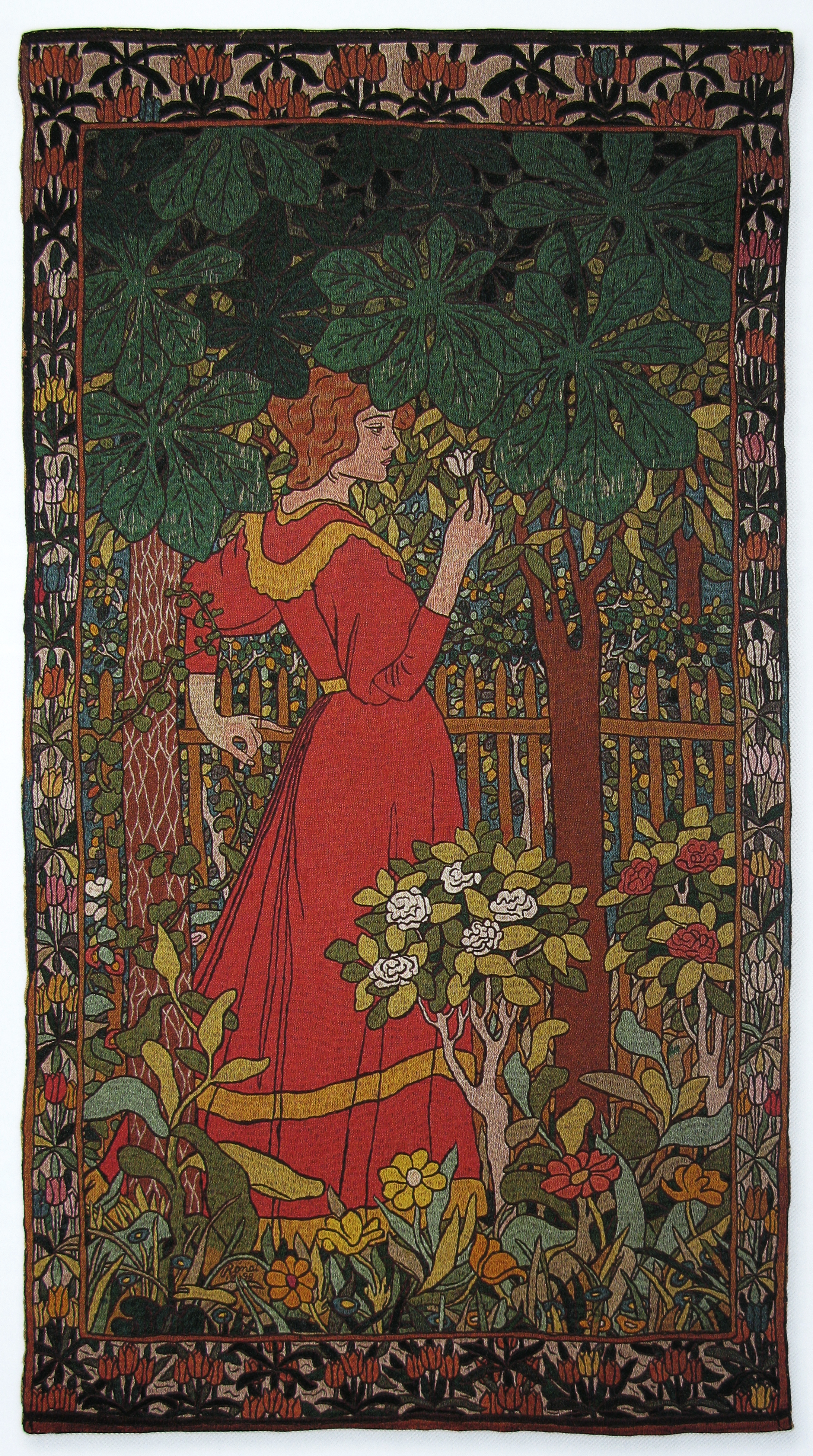
Rippl-Rónai Ödön: Fiatal nő rózsával, faliszőnyeg, 1898
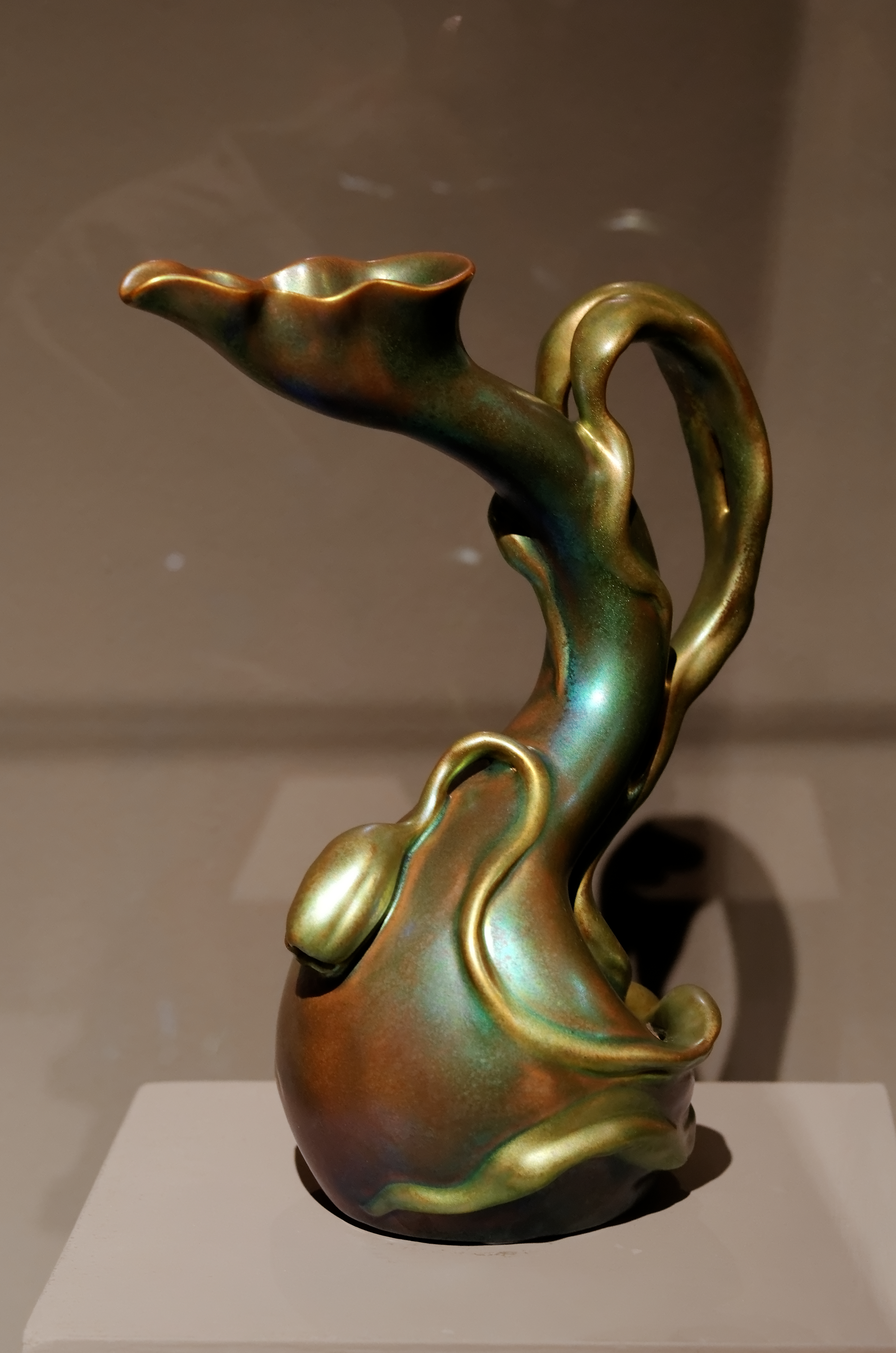
Rippl-Rónai József: váza a Zsolnay-gyár részére, 1899
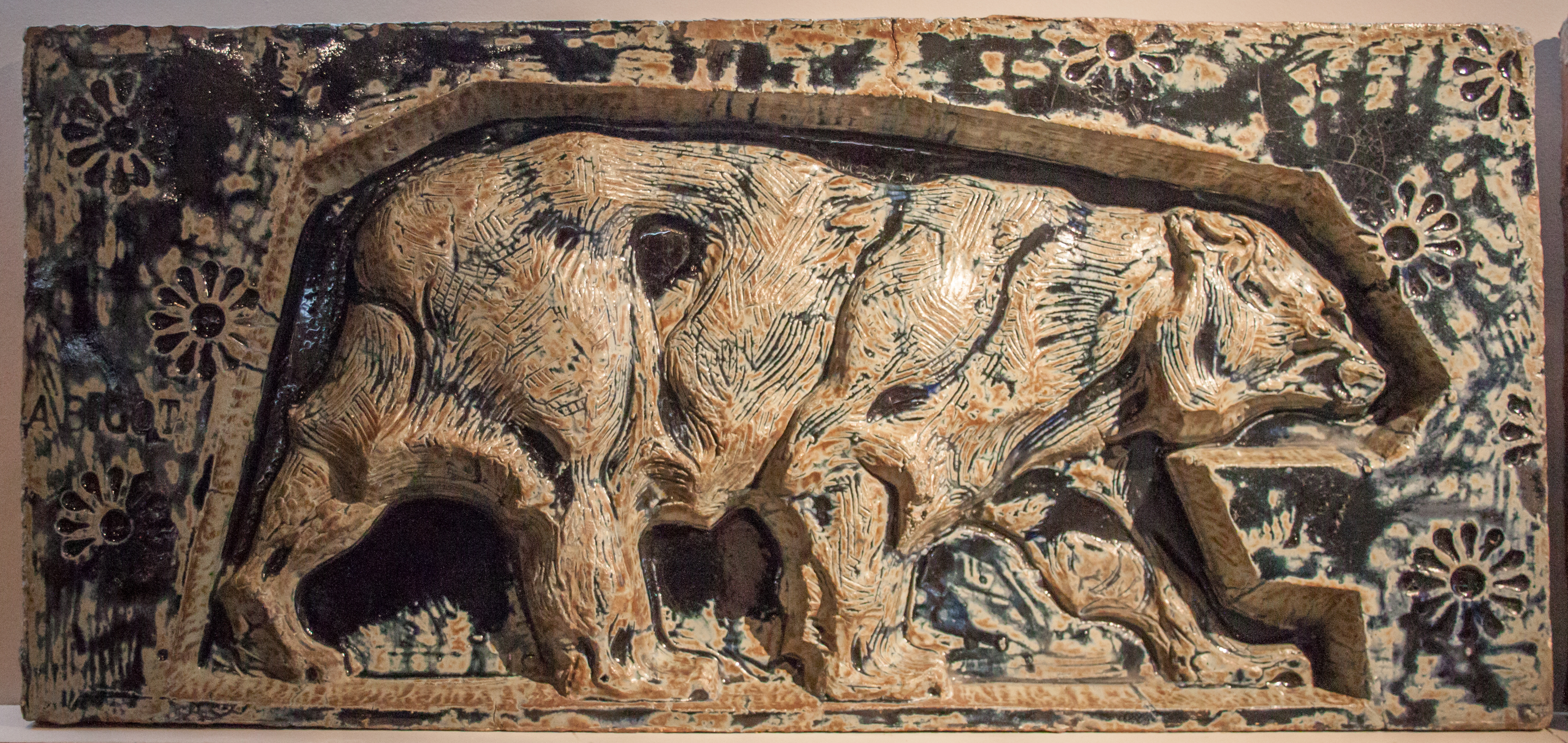
Alexandre Bigot: az 1900-as párizsi világkiállítás főkapujához készült fríz eleme
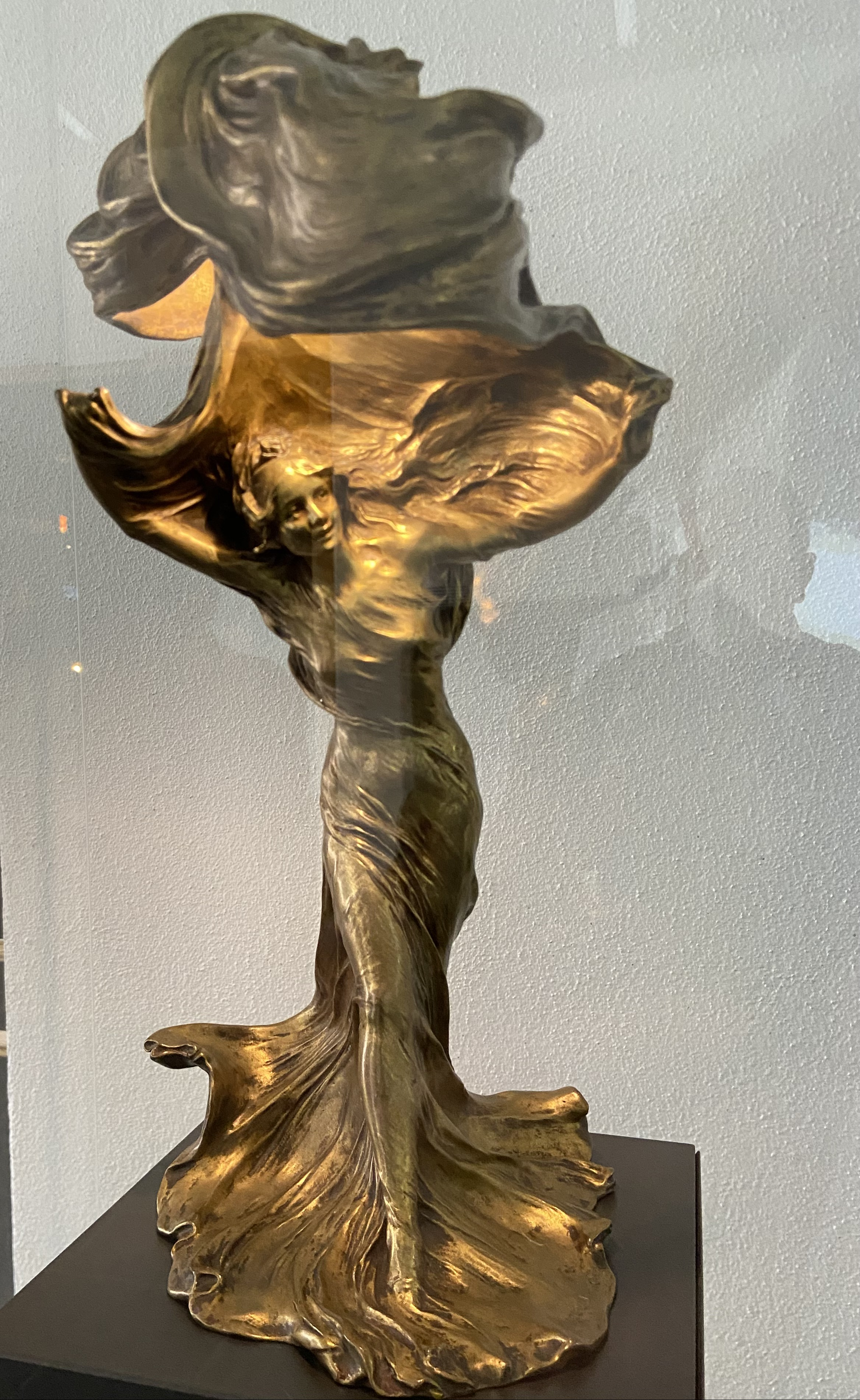
François-Raoul Larche: elektromos asztali lámpa, 1905
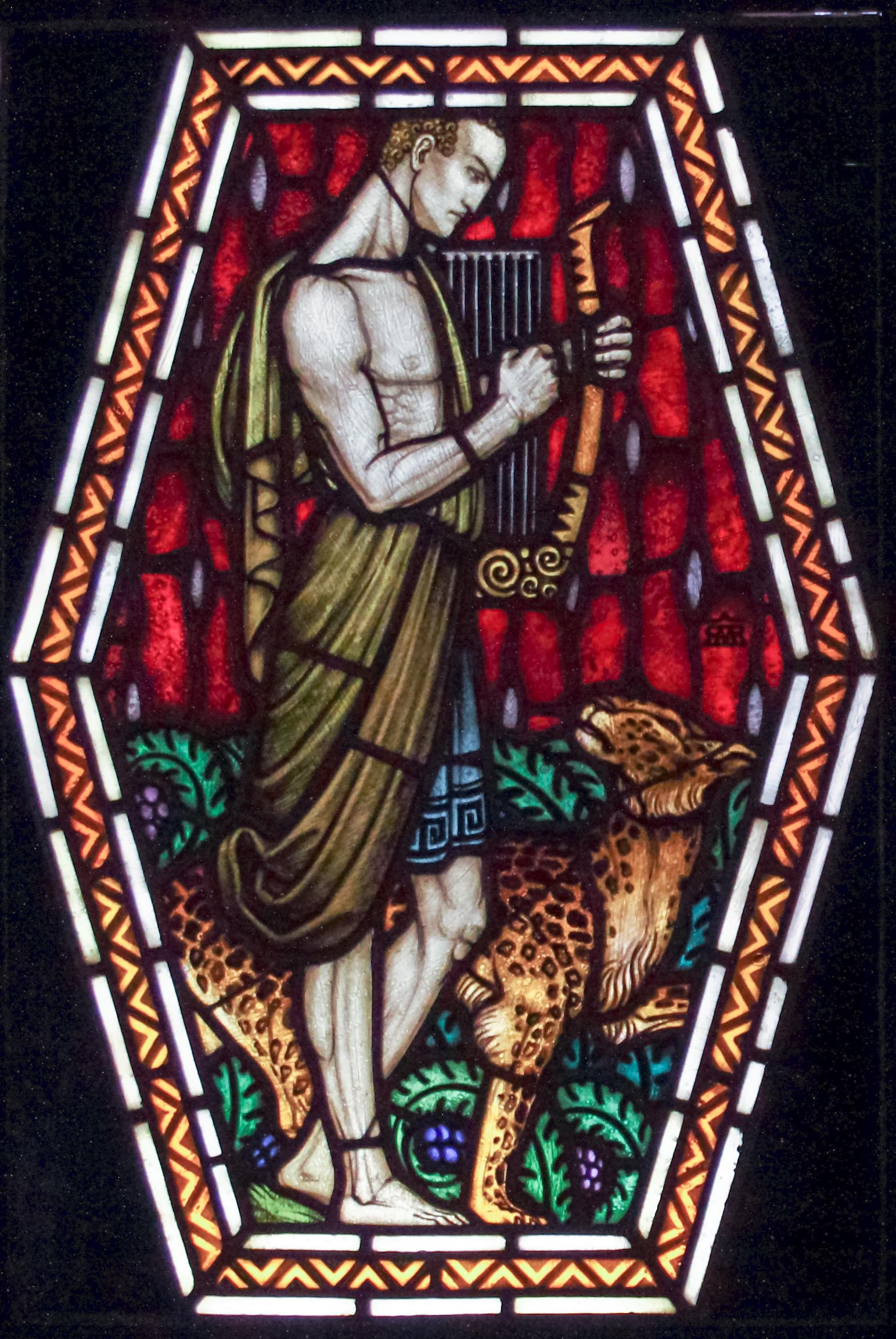
Maróti Géza: Orpheus, üvegablak, 1910